# La Maison de la terreur (roman)
La Maison de la terreur (My Late Wives, dans l'édition originale américaine) est un roman policier américain de John Dickson Carr publié en 1946, sous le pseudonyme de Carter Dickson. C'est le 17e roman de la série mettant en scène le personnage de Sir Henry Merrivale.

## Résumé
Entre 1930 et 1934, sous des identités différentes, Roger Bewley a épousé au moins quatre femmes qui ont rapidement disparu pendant ou peu après leur lune de miel. Mais, la quatrième fois, une jeune dactylo nommée Mildred Lyons est devenue un précieux témoin pour la police déjà sur la piste du meurtrier. Toutefois, avant que les forces de l'ordre puissent lui mettre la main au collet, Bewley s'est évanoui dans la nature.
Une dizaine d'années plus tard, Bruce Ransom, un célèbre acteur, reçoit d'un correspondant anonyme le manuscrit d'une pièce sur Roger Bewlay. Après une lecture, l'acteur cherche à produire la pièce dans laquelle il tiendra le premier rôle. Le texte contient toutefois des informations connues seulement de la police, de Mildred Lyons et de Roger Bewlay lui-même. Cela remet la vieille affaire sur la sellette et s'y trouvent maintenant impliqués Ransom, la belle directrice de théâtre Beryl West et le jeune avoué Dennis Foster.
Persuadé de pouvoir éclaircir ce mystère en provoquant Bewley, Bruce Ransom veut agir comme lui dans la réalité. Sous le pseudonyme de Bruce Egerton, l'acteur loue une chambre dans un hôtel d'un village du Suffolk et entreprend de séduire une jeune fille. Or, l'aventure tourne mal quand le cadavre de Mildred Lyons est découvert dans la chambre de l'acteur.
Chargé de l'affaire, Sir Henry Merrivale est bientôt convaincu que cette nouvelle machination est l'œuvre de Roger Bewley : reste maintenant la tâche délicate de trouver sous quelle identité il se cache.

## Éditions
Édition originale en anglais
- (en) Carter Dickson, My Late Wives, New York, Morrow, 1946 — Édition américaine
- (en) Carter Dickson, My Late Wives, Londres, Heinemann, 1947 — Édition britannique

Éditions françaises
- (fr) Carter Dickson (auteur) et Léo Delval (traducteur), La Maison de la terreur [« My Late Wives »], Paris, Hachette, coll. « L'Énigme », 1948, 250 p. (BNF 31909881)
- (fr) John Dickson Carr (auteur) et Léo Delval (traducteur) (trad. de l'anglais), La Maison de la terreur [« My Late Wives »], Paris, Librairie des Champs-Élysées, coll. « Le Masque no 1910 », 1988, 284 p. (ISBN 2-7024-1793-0, BNF 34934011)
- (fr) John Dickson Carr (auteur) et Léo Delval (traducteur) (trad. de l'anglais), La Maison de la terreur [« My Late Wives »], Paris, Librairie des Champs-Élysées, coll. « Club des Masques no 605 », 1991, 284 p. (ISBN 2-7024-2155-5, BNF 35478572)

## Sources
- Roland Lacourbe, John Dickson Carr : scribe du miracle. Inventaire d'une œuvre, Amiens, Encrage, 1997, p. 86-87.